# Jean-Victor Poncelet
Jean-Victor Poncelet (født 1. juli 1788 i Metz, død 22. december 1867 i Paris) var en fransk officer og matematiker.
Efter at være bleven uddannet på École polytechnique deltog Poncelet i Napoleons felttog i Rusland i 1812; han blev taget til fange og vendte først 1814 tilbage til Frankrig. Efter sin hjemkomst gjorde han tjeneste ved Service de construction og som lærer i mekanik i Metz, indtil han 1834 flyttede til Paris, hvor han 1838 blev professor i fysik og mekanik ved Faculté des sciences. I 1834 optog Akademiet ham som medlem. Han var endelig i nogle år chef for École polytechnique, men trak sig tilbage 1852, da han ikke ville tjene kejserdømmet, og syslede i resten af sit liv med sine værker. Prix Poncelet, der tildeles den, som i de sidste ti år har bidraget mest til den rene og anvendte matematiks fremme, er oprettet i henhold til hans testamente.
Mellem de mænd, der i 19. århundrede hævede den syntetiske geometri til dens nuværende højde, indtager Poncelet en af de første pladser; flere af denne geometris største ideer opstod allerede hos ham under hans fangenskab i Rusland. I sit hovedværk Traité des propriétés projectives des figures (1822) udvikler han læren om overførelse af sætninger fra en planfigur til dens projektion, idet han også medtager visse metriske egenskaber, og opstiller omformningen af figurer ved homologi i planet og rummet, kontinuitetsprincippet samt grundtrækkene af de reciprokke polarfigurers teori; denne sidste fuldføres i Théorie des polaires réciproques, der 1824 indleveredes til Akademiet (trykt 1829 i Crelles Journal). Af hans afhandlinger er en del samlede i 2. bind af udgaven 1865—1866 af Traité des propriétés projectives. Poncelet har også med udmærket dygtighed anvendt matematikken på mekaniske problemer.